# Брековица
Брековица је насељено мјесто у Босни и Херцеговини у општини Бихаћ које административно припада Федерацији Босне и Херцеговине. Према попису становништва из 1991. у насељу је живјело 1.833 становника.

## Становништво
| Националност       | 1991.          | 1981.          | 1971.          |
| Муслимани          | 1.779 (97,05%) | 1.515 (98,18%) | 1.439 (98,83%) |
| Срби               | 1 (0,05%)      | 3 (0,19%)      | 6 (0,41%)      |
| Хрвати             | 1 (0,05%)      | 2 (0,12%)      | 1 (0,06%)      |
| Југословени        | 4 (0,21%)      | 13 (0,84%)     | 2 (0,13%)      |
| остали и непознато | 48 (2,61%)     | 10 (0,64%)     | 8 (0,54%)      |
| Укупно             | 1.833          | 1.543          | 1.456          |